# Danielle Spencer
Danielle Spencer (16 de mayo de 1969) es una actriz y cantante australiana.

## Biografía
Danielle es hija del cantante y presentador australiano Don Spencer y de Julie Horsfall, tiene un hermano mayor Dean. 
En 1989 comenzó a salir con el actor Russell Crowe, la pareja se casó el 7 de abril de 2003 en el rancho Nana Glen, en Nueva Gales del Sur. La pareja le dio la bienvenida a su primer hijo, Charles Spencer Crowe el 21 de diciembre de 2003, su segundo hijo Tennyson Spencer Crowe nació el 7 de julio de 2006. En octubre del 2012 se anunció que la pareja se había separado.

## Carrera
En 1989 aparece en la serie The Flying Doctors donde interpreta a Sally McCarthy durante el episodio "The Gift", más tarde apareció nuevamente en la serie en 1990 donde interpretó a Fiona Jacobs en el episodio "A Rural Education".
En 1991 se unió al elenco de la serie Hampton Court donde interpretó a Lisa Barrett.
El 26 de octubre de 1995 apareció como invitada en la serie australiana Home and Away donde interpretó a Quinn Jackson, la hija de Alf Stewart hasta el 17 de noviembre del mismo año, luego de que su personaje se fuera de la bahía al ser descubiertos sus verdaderas intenciones. 
En el 2000 apareció como invitada en la serie médica All Saints dando vida a Kate Taylor.
En el 2012 Danielle participó en undécima versión del programa de baile australiano Dancing with the Stars su pareja fue el bailarín profesional Damian Whitewood, sin embargo, quedaron en segundo lugar.

## Carrera musical
El 20 de enero de 2002 Danielle lanzó su álbum debut llamado "White Monkey". Su segundo álbum llamado "Calling All Magicians" fue lanzado el 15 de febrero de 2010.
Entre sus sencillos se encuentran "Jonathon White","Blast Off" y "Forgive Me" lanzados en el 2001. 
"White Monkey" y "Tickle Me" fueron estrenados en el 2002 y finalmente "On Your Side" y "Wish I'd Been Here" en el 2010.

## Apoyo a Obras Benéficas
Danielle apoya al "The Australian Children’s Music Foundation (ACMF)" un programa educacional para niños indígenas y con escasos recursos en Australia.
También apoya los programas de mujeres contra el cáncer entre ellos el "Pink Ribbon Breakfast" y "The Girls Nigh".

## Filmografía

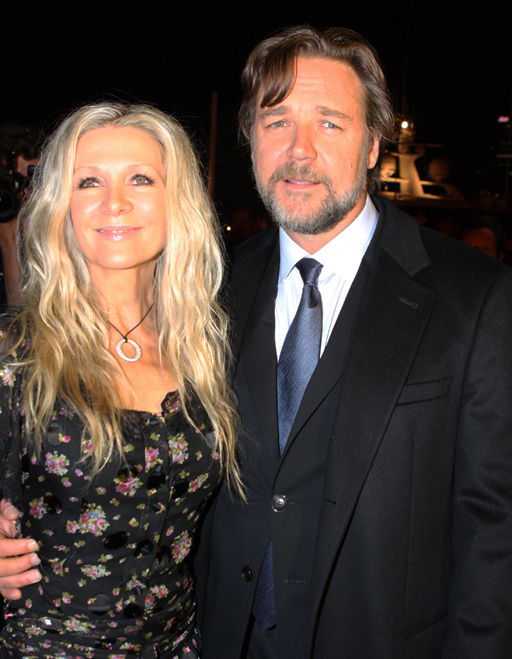
Danielle junto a Russell Crowe en septiembre del 2011.

- Series de Televisión.:

| Año  | Serie               | Personaje     | Notas                             |
| ---- | ------------------- | ------------- | --------------------------------- |
| 2000 | BeastMaster         | Destine       | episodio "White Tiger"            |
| 2000 | All Saints          | Kate Taylor   | episodio "Food for Thought"       |
| 1999 | Murder Call         | Ingrid Nergun | episodio "Dying Day"              |
| 1996 | Pacific Drive       | Callie Macrae | -                                 |
| 1995 | Home and Away       | Quinn Jackson | 7 episodios                       |
| 1994 | Law of the Land     | Barb Brewer   | episodio "Games People Play"      |
| 1993 | Minder              | Robyn         | episodio "For a Few Dollars More" |
| 1991 | Hampton Court       | Lisa Barrett  | 13 episodios                      |
| 1990 | The Flying Doctors  | Fiona Jacobs  | episodio "A Rural Education"      |
| 1989 | Mission: Impossible | Diane Martin  | episodio "Bayou"                  |

- Películas.:

| Año  | Título              | Personaje | Notas                                                                |
| ---- | ------------------- | --------- | -------------------------------------------------------------------- |
| 1999 | Game Room           | Alena     | junto a Patrick Rees, Melissa Tkautz, Bruce Samazan & Virginia Hey   |
| 1992 | Mission: Top Secret | Pamela    | junto a Beth Buchanan, Shane Briant & Sharon Consterdine             |
| 1990 | What the Moon Saw   | Emma      | junto a Andrew Shephard, Kim Gyngell, Mark Hennessy & Gary Sweet     |
| 1990 | The Crossing        | Meg       | junto a Russell Crowe, Robert Mammone, Emily Lumbers & Ben Oxenbould |

- Videos.:

| Año  | Título                               |
| ---- | ------------------------------------ |
| 2009 | Danielle Spencer: Wish I'd Been Here |

- Apariciones.:

| Año  | Programa               | Notas       |
| ---- | ---------------------- | ----------- |
| 2012 | Dancing with the Stars | concursante |

- Teatro.:

| Año  | Obra                            | Personaje | Director (a)    | Teatro             | Notas                                                              |
| ---- | ------------------------------- | --------- | --------------- | ------------------ | ------------------------------------------------------------------ |
| 1993 | The Adman                       | -         | Garry McQuinn   | Ensemble Theatre   | junto a Simone Buchanan, Malcolm Kennard, Kate Raison & Sam Wilcox |
| 1992 | Criminals in Love               | -         | Martin Reefman  | Crossroads Theatre | junto a Alan Flower, Olivia Pigeot & Dan Wyllie                    |
| 1987 | Rasputin the Musical Revolution | -         | Stephen Hopkins | State Theatre      | junto a Angry Anderson, Simone Hardy, Terry Serio & Nigel Travers  |